# Tomoplagia fiebrigi
Tomoplagia fiebrigi är en tvåvingeart som beskrevs av Friedrich Georg Hendel 1914. Tomoplagia fiebrigi ingår i släktet Tomoplagia och familjen borrflugor. Inga underarter finns listade i Catalogue of Life.